# Herbert Cysarz
Herbert Cysarz (* 29. Januar 1896 in Oderberg, Österreich-Ungarn; † 1. Januar 1985 in München) war ein österreichisch-deutscher Germanist. Bekannt wurde er auch als Unterstützer des sudetendeutschen „Volkstumskampfes“ der 1920er und 1930er Jahre.

## Leben
Herbert Cysarz wurde im österreichischen Teil Schlesiens geboren. Sein Vater war selbstständiger Industriekaufmann. Von 1908 bis 1914 besuchte er das Gymnasium in Teschen, wo er Mitglied der Pennalen Burschenschaft Silesia zu Olsa-Athen wurde. Cysarz’ Interesse galt zunächst vor allem den Naturwissenschaften. 1914 begann er ein Studium der Philosophie, Psychologie, Biologie und Physik an der Universität Wien.
Im Ersten Weltkrieg wurde Cysarz 1915 Soldat an der italienischen Südwestfront. Als Sturmtruppenführer im k.u.k. Infanterieregiment 57 wurde er am 28. September 1916 am Monte Pasubio durch eine Mine schwer verwundet und verlor die linke Hand gänzlich, die rechte blieb verstümmelt. Als Leutnant wurde er aus dem Militärdienst entlassen. Diese Kriegsverletzung machte ihn untauglich für naturwissenschaftliche Experimente, sodass er sich anschließend der Germanistik und Anglistik zuwandte.
1919 promovierte er in Wien zum Doktor der Philosophie. Seine erweiterte Doktorarbeit erschien 1921 unter dem Titel Erfahrung und Idee. Probleme und Lebensformen der deutschen Literatur von Hamann bis Hegel. Für seine Dissertation erhielt Cysarz 1923 von der Preußischen Akademie der Wissenschaften den Wilhelm-Scherer-Preis verliehen. 1924 folgte die Habilitationsschrift Deutsche Barockdichtung. Ab Herbst 1922 hielt Cysarz germanistische Vorlesungen in Wien. 1926 wurde er zum außerordentlichen Professor ernannt. 1927 berief ihn die Deutsche Universität Prag auf August Sauers germanistischen Lehrstuhl.
Am 28. Oktober 1928 hielt Cysarz seine Antrittsvorlesung in Prag. Sein Fachgebiet, die Germanistik, fasste er als „kämpfende Wissenschaft“ für das sich seit 1918 in der Tschechoslowakei in der Minderheit befindliche „Deutschtum“ auf, im Sinne der Bewahrung deutscher Sprache und Kultur und der Sicherung der Daseins- und Bürgerrechte der Sudetendeutschen. Ebenfalls 1928 heiratete er seine Frau Virginia, Tochter des Wiener Komponisten und Musikforschers Eusebius Mandyczewski. 1937 wurde er Vorsitzender der „Sudetendeutschen Kultur- und Schrifttumskammer“.
1938, noch vor dem Münchener Abkommen, wechselte er an die Universität München. Im selben Jahr würdigte ihn von NS-Seite Karl Ziegenbein in 20 Jahre Frontkampf der Germanistik der Prager Deutschen Universität mit den Worten: „Ihm [Cysarz] ist die Wissenschaft vielmehr eine völkische ‚Nähr- und Wehrpflicht‘, ganz besonders in der sudetendeutschen Not- und Trutzgemeinschaft.“
Am 24. Juni 1940 beantragte Cysarz die Aufnahme in die NSDAP und wurde rückwirkend zum 1. November 1938 aufgenommen (Mitgliedsnummer 6.899.932).
Im Sommer 1941 sollte Cysarz in München einen freigewordenen Lehrstuhl für Philosophie erhalten. Ein Exponent des NS-Dozentenbundes brachte den Plan dadurch zu Fall, dass er Parteistellen mit Material belieferte, die eine „Begünstigung von Juden und Landesverrätern“ beweisen sollten. Cysarz hatte in früheren Büchern, etwa in Von Schiller zu Nietzsche (1928) und Zur Geistesgeschichte des Weltkrieges (1931) (die als „pazifistisch“ angegriffen wurde) und sogar bis zuletzt in seinen Vorlesungen auch jüdische, linksgerichtete und vom Dritten Reich verpönte Autoren angeführt und gewürdigt. Winifred Wagner beschwerte sich bei einer Parteistelle über Cysarz’ nicht parteikonforme Einschätzung Richard Wagners. Die Universität zog den Antrag zurück, von einer weiteren Amtsenthebung wurde wegen Cysarz’ Kriegsversehrtheit abgesehen.
Nach Ausbombung seiner Münchener Wohnung im Jahre 1944 erlebte Cysarz das Kriegsende in Mönichkirchen (Niederösterreich), das unter sowjetische Besatzung geriet. Cysarz erkrankte lebensgefährlich. Aufgrund dieser Umstände kam es nie zu einer ordnungsgemäßen Entnazifizierung. Seit 1951 lebte er wieder in München, im Ruhestand.
Obwohl 1945 seine Universitätskarriere aufgrund seiner politischen Verstrickungen beendet war, konnte er seine Forschungen am Collegium Carolinum von 1957 bis 1985 fortsetzen.
Cysarz umfangreiches Werk umfasst Einzelstudien und Gesamtdarstellungen, Arbeiten zur Philosophie sowie kultur- und zeitkritische Schriften. Er verfasste auch zwei Romane: Neumond (1956) und Arkadien (1967). 1976 erschien seine Autobiografie Vielfelderwirtschaft.

## Wirkung unter den Sudetendeutschen
Im Wintersemester 1957/58 wurde er ehrenhalber in den Altherrenverband der Burschenschaft Thessalia zu Prag in München aufgenommen, außerdem wurde er Mitglied der Grazer akademischen Burschenschaft Germania. Zu einem nicht mehr nachvollziehbaren Zeitpunkt nach 1945 wurde er ebenfalls ehrenhalber in den AHV der ehemals zu Teschen ansässigen Burschenschaft Silesia München aufgenommen. 1969 erhielt er den Großen Sudetendeutschen Kulturpreis. Die Sudetendeutsche Zeitung feierte noch am 2. Februar 1996 seinen Volkstumskampf an der Deutschen Universität in Prag: „Die zehnjährige Lehrtätigkeit an der Deutschen Universität in Prag führte Herbert Cysarz in die kulturelle Zentrale und geistige Bastion des sudetendeutschen Abwehrkampfes gegen die tschechische Unterdrückung.“ Auch der Wissenschaftler Peter Becher würdigte seine Prager Universitätsjahre.

## Sonstiges
1922 lernte Cysarz Friedrich Gundolf kennen, der ihn auch mit Stefan George bekannt machte. Die Freundschaft mit Gundolf währte bis zu dessen Tod 1931. Gundolf sah in Cysarz den Träger „einer Vermählung der konkretesten und der universellsten Durchdringung des Worts, der radikalen Kunstforderung und der Einsicht in die totale Ordnung“.
Cysarz wies im Vorwort zu dem von ihm herausgegebenen Band Wir tragen ein Licht, München 1934, einer Gedichtsammlung mit „Rufen und Liedern sudetendeutscher Studenten“ auf die „weltliterarische Größe Franz Kafkas“ hin. Damit kann er als einer der frühesten Autoren überhaupt gelten, die Kafkas Rang erkannten.

## Auszeichnungen und Ehrungen
- 1923 Wilhelm-Scherer-Preis der Berliner Akademie der Wissenschaften
- 1938 Joseph Freiherr von Eichendorff-Preis
- 1940 Mitglied der Bayerischen Akademie der Wissenschaften (1945 Ausschluss)[7]
- 1969 Großer Sudetendeutscher Kulturpreis

## Bibliografie (Auswahl)
- Erfahrung und Idee. Probleme und Lebensformen der deutschen Literatur von Hamann bis Hegel. Wien/Leipzig 1921.
- Deutsche Barockdichtung. Renaissance, Barock, Rokoko. Leipzig 1924.
- Literaturgeschichte als Geisteswissenschaft. Kritik und System. Halle 1926.
- Von Schiller zu Nietzsche. Halle 1928.
- Zur Geistesgeschichte des Weltkriegs. Die dichterischen Wandlungen des deutschen Kriegsbilds 1910–1930. Halle 1931.
- Schiller. Halle 1934.
- Dichtung im Daseinskampf. Fünf Vorträge. Karlsbad-Leipzig 1935.
- Deutsches Barock in der Lyrik. Leipzig 1936.
- Das Unsterbliche. Die Gesetzlichkeiten und das Gesetz der Geschichte. Halle 1940.
- Schicksal / Ehre / Heil. Drei Begegnungen des Menschen mit dem Weltgesetz. Weimar 1942.
- Sieben Wesensbildnisse. Brünn-München-Wien 1943.
- Das Schöpferische. Die natürlich-geschichtliche Schaffensordnung der Geschichte. Halle 1943.
- Das seiende Sein. Geistes- und gesamtwissenschaftliche Letztfragen. Wien/Zürich 1948.
- Jenseits von Links und Rechts. Wien 1949.
- Neumond des Geistes. Dreimal Anklage und Verteidigung. Wien 1950.
- Der Untergang der Neuzeit – und der Aufgang wessen? Frankfurt 1953.
- Neumond. Roman, Stuttgart 1953.
- Das deutsche Nationalbewußtsein. Gegenwart, Geschichte, Neuordnung. München 1961.
- Prag im deutschen Geistesleben. Mannheim/Sandhofen 1961.
- Deutsches Geistesleben der Gegenwart. München 1965.
- Arkadien. Roman, Bodman/Bodensee 1967.
- Evidenzprobleme. Quellen und Weisen menschlicher Gewißheit. Berlin 1971.
- Waren die Nationalitätenfragen der Sudetenländer lösbar? Blicke durch das 19. und 20. Jahrhundert. München 1973.
- Vielfelderwirtschaft. Ein Werk- und Lebensbericht. Bodman/Bodensee 1976. (erweiterte 2. Auflage: 1980)